# Comuna de Chełm Śląski
Chełm Śląski (polaco: Gmina Chełm Śląski) é uma gminy (comuna) na Polónia, na voivodia de Santa Cruz e no condado de Bieruńsko-lędziński.
De acordo com os censos de 2005, a comuna tem 5 556 habitantes, com uma densidade 239,3 hab/km².

## Área
Estende-se por uma área de 23,22 km².